# Uhlove, Bahciîsarai
Uhlove (în ucraineană Углове) este o comună în raionul Bahciîsarai, Republica Autonomă Crimeea, Ucraina, formată numai din satul de reședință.

## Demografie
Componența lingvistică a comunei Uhlove
     Rusă (66,54%)
     Ucraineană (17,3%)
     Tătară crimeeană (12,46%)
     Alte limbi (0,71%)
Conform recensământului din 2001, majoritatea populației comunei Uhlove era vorbitoare de rusă (66,54%), existând în minoritate și vorbitori de ucraineană (17,3%) și tătară crimeeană (12,46%).